# Mercat de Xàtiva
El Mercat de Xàtiva fa referència a dos mercats de menjar, roba, utensilis, etc. que tenen lloc a Xàtiva setmanalment.
Els dos mercats són coneguts com a "mercat del dimarts" i "mercat del divendres" respectivament arran del dia de la setmana en què tenen lloc. Se celebren invariablement aquest dia durant tot l'any inclús durant la Fira de Xàtiva llevat que coincidisquen amb alguna festa assenyalada. El mercat també és conegut popularment com a "plaça" ("me'n vaig a la plaça"). Això potser és perquè s'ubica des de fa segles en la "Plaça del Mercat" de Xàtiva, una cèntrica plaça amb cases amb arcades que es trobava al costat de l'antic consistori municipal, malmés durant l'incendi de Xàtiva del 1707 i enderrocat al segle xix.
El fet que hi haja dos mercats té el seu origen en la composició de la població al segle xiii i fou el mateix rei qui els instaurà. Així, en el privilegi de Jaume I a Xàtiva donat el 17 d'agost de 1250, el rei instituïa un mercat per als cristians o mercat del dimarts i un "mercat per als moros" o mercat dels divendres. El 22 de maig de 1258, el mateix Jaume I va puntualitzar que el mercat dels dimarts o dels cristians, havia de celebrar-se a la Plaça dels Porxins de la Fira Plaça de Sant Pere, i el "mercat dels moros" a la Plaça de Sant Miquel del Barri de les Barreres. En el darrer cas el motiu evident era que aquesta es trobava al costat del raval, zona que ocupaven els musulmans, mentre que l'altra estava intramurs, a la zona cristiana. Amb l'expulsió dels moriscos al segle xvii, que tant de mal causà a l'economia valenciana, aquesta distinció perdé tot sentit i caigué en l'oblit. Potser, va ser aleshores que tots dos mercats passaren a ubicar-se en la plaça actual. En qualsevol cas, encara avui, el mercat del dimarts, és considerat el dia fort de mercat, front al mercat del divendres que és percebut popularment com un mercat més fluix. El motiu podria radicar en què aquest perdé força amb l'expulsió dels moriscos.